# Henri Chaze
 (décembre 2024).
Pour les articles homonymes, voir Chaze.
Henri Chaze, né le 5 décembre 1913 à Thueyts et mort le 19 juillet 2005 à Aubenas, est un homme politique français.

## Biographie
Membre du Parti communiste à partir de 1932, Henri Chaze est élu conseiller général du canton de Viviers le 23 septembre 1945.

## Détail des fonctions et des mandats
- 23 septembre 1945 - 27 mars 1949 : Conseiller général du Canton de Viviers
- 14 octobre 1951 - 27 mars 1994 : Conseiller général du Canton de Rochemaure
- 1956 - 24 mars 1989 : Maire de Cruas
- 25 novembre 1962 - 2 avril 1967 : Député de la 1re circonscription de l'Ardèche
- 1978 - 16 mars 1986 : Conseiller régional de Rhône-Alpes